# Козловский, Андрей Иванович
Андре́й Ива́нович Козло́вский (17 мая 1979, Новосибирск — 24 сентября 2003, там же) — российский боксёр, представитель лёгкой и полулёгкой весовых категорий. Выступал за сборную России по боксу в конце 1990-х — начале 2000-х годов, чемпион России, серебряный призёр Игр доброй воли и чемпионата Европы среди юниоров. На соревнованиях представлял Новосибирскую область, мастер спорта России международного класса. В период 2001—2003 годов также выступал на профессиональном уровне, владел титулом чемпиона Западной и Восточной Европы по версии IBF.

## Биография
Андрей Козловский родился 17 мая 1979 года в Новосибирске, рос без отца, воспитывался-матерью одиночкой. Активно заниматься боксом начал с раннего детства, проходил подготовку под руководством заслуженного тренера России Юрия Викторовича Емельянова, с которым оставался на протяжении всей своей спортивной карьеры.
Впервые заявил о себе в 1997 году, выиграв серебряную медаль на чемпионате Европы среди юниоров. Год спустя успешно выступил на чемпионате России в Белгороде, дойдя до финала и уступив только титулованному Саяну Санчату. Вошёл в основной состав российской национальной сборной и принял участие в двух матчевых встречах со сборной США, победив двоих американских боксёров Аарона Торреса и Тонси Шеферда. Выступил на Играх доброй воли в Нью-Йорке, откуда привёз награда серебряного достоинства.
Наибольшего успеха в своей спортивной карьере добился в сезоне 1999 года, когда на чемпионате России в Челябинске одолел всех своих соперников в зачёте полулёгкой весовой категории и завоевал тем самым золотую медаль. Кроме того, в этом сезоне он выступил на международных турнирах «Таммер» в Тампере и «Трофео Италия» в Неаполе, тем не менее, попасть здесь в число призёров не смог. Рассматривался в числе кандидатов на участие в летних Олимпийских играх в Сиднее, однако в конечном счёте тренеры сборной отдали предпочтение поднявшемуся из легчайшего веса серебряному призёру чемпионата мира Камилю Джамалутдинову, который в итоге получил на Играх бронзу.
На чемпионате России 2000 года в Самаре Козловский выступал уже в лёгкой весовой категории и сумел дойти до стадии полуфиналов, где потерпел поражение от Вячеслава Власова. Последний раз боксировал на всероссийском уровне в сезоне 2001 года, когда на чемпионате страны в Саратове дошёл до финала и был остановлен только в последнем решающем поединке представителем ХМАО Александром Малетиным. Всего в любительском олимпийском боксе провёл 225 боёв, из них 210 выиграл. За выдающиеся спортивные достижения был удостоен почётного звания «Мастер спорта России международного класса».
Покинув расположение российской сборной, в 2001 году Андрей Козловский решил попробовать себя среди профессионалов и с победой дебютировал на профессиональном ринге. Выступал преимущественно в родном Новосибирске, в течение двух лет одержал восемь побед и не потерпел при этом ни одного поражения, хотя уровень его оппозиции в этот период был не очень высок. В июне 2003 года на турнире в Москве нокаутировал болгарина Асена Василева и завоевал вакантный титул чемпиона Восточной и Западной Европы по версии Международной боксёрской федерации (IBF).
30 августа 2003 года Козловский был госпитализирован с отёком мозга в состоянии клинической смерти — в этот вечер он отмечал с друзьями последний выигранный бой и в какой-то момент потерял сознание. На его теле и голове не было обнаружено каких-либо травм, поэтому версия о сотрясении мозга не рассматривалась. Позже выяснилось, что находившиеся в тот вечер с ним друзья похитили из квартиры крупную сумму денег — предполагалось, что они могли отравить Козловского некими сильнодействующими веществами, но точную причину отёка и последовавшей комы экспертам установить так и не удалось. Врачи с помощью аппарата искусственного дыхания в течение 25 дней поддерживали жизнь Андрея Козловского, однако его состояние было слишком тяжёлым, и 24 сентября он скончался. Похоронен на Заельцовском кладбище (квартал 103).
Ежегодно в Новосибирске проходит первенство области по боксу среди юниоров памяти МСМК Андрея Козловского.
Его племянник Иван Козловский так же успешно занимался боксом, в 2011 году стал серебряным призёром чемпионата Европы среди школьников.